# Radauer Holz
Koordinaten: 51° 55′ 56″ N, 10° 32′ 46″ O
Das Radauer Holz (alternativ: Vienenburger Holz) ist ein kleines, in der Gemarkung von Vienenburg in Goslar gelegenes Waldgebiet im Landkreis Goslar. Namensgeber ist der Fluss Radau. Der Wald befindet sich westlich der Bahnstrecke Braunschweig–Bad Harzburg und der Bundesautobahn 369. 

## Geografie
Das Waldstück liegt zwischen dem Menneckenberg im Norden zu Vienenburg und dem Güdeckenberg im Süden zum Gut Radau, einem Gehöft in der Gemarkung Bettingerode in Bad Harzburg. Die auffällige Aussparung in der ansonsten sehr stark bewirtschafteten Vienenburger Ebene ergibt sich dadurch, dass die Kiesschotter landwirtschaftlich ungeeignet sind.  Das Radauer Holz wird durch den Teufelsbach durchflossen.